# Freespeed Basel
Freespeed Basel ist Basels erster von zwei Ultimate-Frisbee-Vereinen der Stadt. Seit der Gründung 1996 konnten nationale sowie internationale Erfolge gefeiert werden. Der Club umfasst 2019 zwei Herrenteams sowie das erste Schweizer Damenteam, ein Mixedteam, Freespeed Experience, das Seniorenteam sowie die Freespeedies, die Juniorenabteilung, die in U10, U14, U17 und U20 unterteilt ist.
1997 hat der Club bei den Schweizermeisterschaften den Spirit of the Game Award erhalten. Seit 1998 ist Freespeed Basel Mitglied der Schweizer Liga (heute Swiss Ultimate Association) und seit 2000 der Nationalliga A.
Freespeed One ist das kompetitive Herrenteam von Freespeed. Der Verein gehört seit 2009 zu den Top 10 Europas. Seit den World Ultimate Club Championships 2018 in Cincinnati, Ohio (USA), rangierten sie als Nummer 11 der Welt. Mit drei Champions-League-Medaillen, fünf Schweizer Meistertiteln und Turniersiegen an grossen internationalen Turnieren ist Freespeed one eines der erfolgreichsten Teams Europas seit 2010.
Die größten Erfolge bisher sind der 5. Platz beim Beach-Turnier Paganello in Rimini 2006, der 3. Rang beim Wonderful Copenhagen Ultimate 2006, der Spirit of the Game Award am Paganello in Rimini 2007, der Sieg der Strand Ultimate Europameisterschaft in Le Pouliguen (Frankreich) 2008, der dritte Rang bei der EUCF 2010 in Lloret del Mar, die Siege beim Windmill Windup in Amsterdam 2009 und 2012, der Sieg beim Tom’s Tourney in Brügge 2012, die Schweizermeistertitel 2007, '11, '14 '15, '18 und '19 sowie die Finalqualifikationen an der European Ultimate Championship Finals (EUCF) 2013 und 2014. 2015 konnte die Swiss Ultimate Disc Tour (SUDT) 2015, '17 und '18 gewonnen werden. Die Freespeed Ladies konnten 2018 ihre erste Qualifikation für die Champions-League-Finalrunde feiern. Der zweiten Herrenmannschaft Free2speed gelang der Aufstieg, in die Nationalliga A.
Seit 2007 trainiert der Verein im ehemaligen National- und FCB-Stadion Landhof im oberen Kleinbasel. Seit 2015 trägt die erste Mannschaft im selben Stadion ihre Heimspiele aus.